# Oejezd
Een oejezd (Russisch: уезд, oejezd) was een traditionele bestuurlijke eenheid van het Kievse Rijk, het grootvorstendom Moskou en het Russische Rijk die in gebruik kwam in de 13e eeuw, en werd traditioneel gebruikt voor het beschrijven van groepen van verschillende volosten die gevormd werden rond de belangrijkste Russische steden. Oejezden werden bestuurd door namestniks (afgevaardigden) van de knjaz en vanaf de 17e eeuw door woiwoden (vojevoda).
Bij de Russische bestuurlijke hervormingen van 1708-1710 door Peter de Grote werd Rusland onderverdeeld in gouvernementen (goebernija), waarbij de onderverdeling in oejezden werd afgeschaft, maar deze werd  in 1727 bij de bestuurlijke hervormingen onder Catharina I opnieuw ingevoerd.
Bij de bestuurlijke hervormingen van 1923-1929 van de Sovjet-Unie werden de oejezden omgevormd tot rajons (districten).